# Haga Studentkår
Haga Studentkår var en studentkår vid Göteborgs universitet. Studentkårens medlemmar utgjordes av studenter vid samhällsvetenskapliga fakulteten som läser Förvaltningsprogrammet, Socionomprogrammet, Personalvetarprogrammet samt Journalistprogrammet. Haga Studentkår omfattade cirka 2400 studenter.
Haga Studentkår var medlem i Sveriges Förenade Studentkårer (SFS), Göteborgs universitets studentkårer (GUS) samt Göteborgs Förenade Studentkårer (GFS).
Den 1 juli 2010 bildade Haga Studentkår, SLUG och FFS tillsammans Göta studentkår.

## Historik
1944 började socionomutbildningen i Göteborg och kallades då socialinstitut. Samtidigt bildades en elevkår för studenterna vid socialinstitutet. 1963 bytte socialinstituten namn till socialhögskolor och medlemskap i elevkåren blev då obligatoriskt. 1977 införlivades socialhögskolan i Göteborgs universitet. Kåren bytte 1983 namn till Studentkåren vid institutionerna för förvaltningshögskolan och Socialt Arbete vid Göteborgs Universitet (SIFS-GU). Studenter vid Programmet med inriktning mot personal- och arbetslivsfrågor införlivades i kåren 1997 (från att tidigare ha organiserats av FFS) och kåren bytte även namn till Haga Studentkår. 1999 införlivades institutionen för social omsorg vid Göteborgs universitet i Institutionen för Socialt arbete och i samband med detta övertog Haga Studentkår organiseringen av dessa elever. 2004 införlivades journalisternas studentkår SKJUT i Haga Studentkår.